# Кевин, Серж
Серж Кеви́н Абуэ́ Агуэ́ (фр. Serge Kevyn Aboué Angoué; 3 августа 1994, Порт-Жантиль, Габон) — габонский футболист, нападающий клуба «Мумбаи Сити» и сборной Габона.

## Клубная карьера
Кевин — воспитанник португальского клуба «Брага». В 2013 году он начал профессиональную карьеру, выступая за «Ногейренси» и дублёров «Маритиму». Летом 2015 года Серж перешёл в «Визелу». 23 августа в матче против «Фаре» он дебютировал за новую команду. 13 сентября в поединке против «Мондиненси» Кевин сделал «дубль», забив свои первые голы за новую команду. По итогам сезона он помог клубу выйти в Сегунда лигу.
Летом 2016 года Серж перешёл в «Униан Лейрия». 21 августа в матче против «Капаринеренси» он дебютировал за новую команду.

## Международная карьера
5 марта 2014 года в товарищеском матче против сборной Марокко Кевин дебютировал за сборную Габона. В 2017 году Серж принял участие в домашнем Кубке Африки. На турнире он сыграл в матчах против команд Буркина-Фасо, Камеруна и Гвинеи-Бисау.